# Snijne, Ciornomorske
Snijne (în ucraineană Сніжне) este un sat în comuna Mijvodne din raionul Ciornomorske, Republica Autonomă Crimeea, Ucraina.

## Demografie
Componența lingvistică a localității Snijne
     Tătară crimeeană (41,43%)
     Rusă (35,71%)
     Ucraineană (21,43%)
     Belarusă (1,43%)
Conform recensământului din 2001, nu exista o limbă vorbită de majoritatea populației, aceasta fiind compusă din vorbitori de tătară crimeeană (41,43%), rusă (35,71%), ucraineană (21,43%) și belarusă (1,43%).